# Purwasana
Purwasana is een bestuurslaag in het regentschap Banjarnegara van de provincie Midden-Java, Indonesië. Purwasana telt 3904 inwoners (volkstelling 2010).